# Geraldo Sarno
Geraldo Sarno   (Poções, 6 de març de 1938 - Rio de Janeiro, 23 de febrer de 2022) va ser un documentalista, guionista i director de cinema brasiler.

## Biografia
Nascut a Poções, després d'estudiar dret a la Universitat del Salvador, Sarno es va traslladar a São Paulo on va ser ajudant de Thomaz Farkas. Va debutar com a director l'any 1965 amb Viramundo, produït per Farkas, sobre la migració interna al nord-est del Brasil, que va ser un dels grans temes de la seva carrera documental.
Entre les obres més conegudes de Sarno, la pel·lícula aclamada per la crítica Coronel Delmiro Gouveia (1978), una barreja entre documental i ficció que ha estat qualificada com "l'últim títol realment significatiu del moviment Cinema novo ". L'any 2008 va obtenir el premi a la millor direcció al Festival de Cinema de Brasilia per la pel·lícula Tudo Isto Me Parece Um Sonho, mentre que l'any 2010 la seva pel·lícula O Último Romance de Balzac va ser guardonada amb el Premi Especial del Jurat al Festival de Cinema de Gramado.
Sarno va morir per complicacions de la COVID-19 el 22 de febrer de 2022, a l'edat de 83 anys.